# M Shed
M Shed是英格兰布里斯托尔的一座博物馆，位于布里斯托港的王子码头。原本是码头仓库，曾经开设布里斯托尔工业博物馆。博物馆的名称源自港口识别每个仓库的方式。这里展出3000件文物，展示了布里斯托尔在奴隶贸易中，以及在交通、人民和艺术方面的角色。免费入场。
布里斯托尔工业博物馆于2006年10月29日关闭。原址改建为 M Shed，由实验室建筑工作室设计，预计费用为2700万英镑，包括遗产彩票基金的1130万英镑的赠款。 2011年4月又追加赠款139万英镑。
M Shed 博物馆2011年6月17日开放，展品探索城市的生活和工作。 第一年，有70万人参观了新博物馆。博物馆内设有商店、学习空间和咖啡厅。

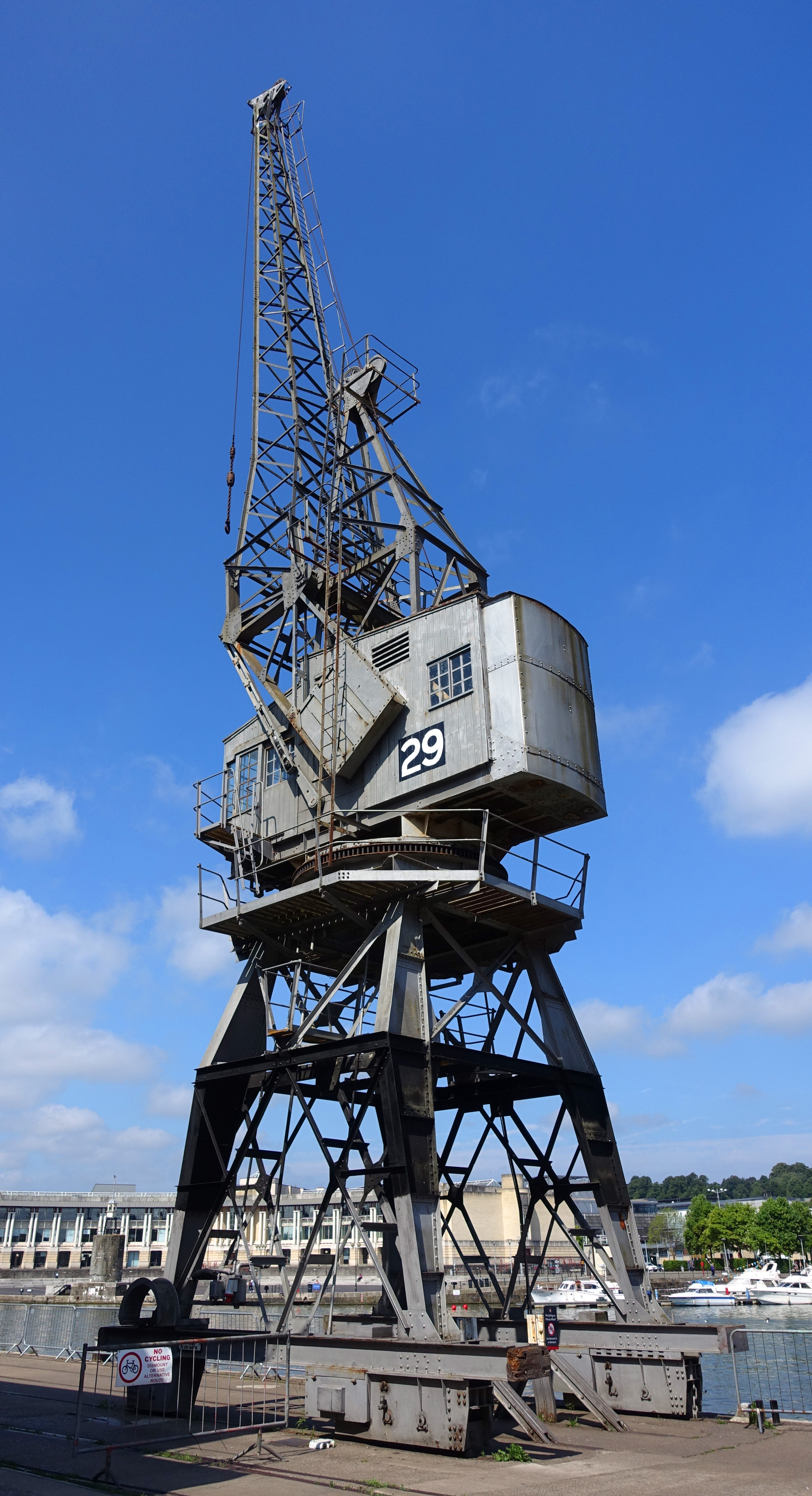
博物馆外的码头起重机